# Krabburger
De Krabburger is een fictief etenswaar in de animatieserie SpongeBob SquarePants.
De burger wordt alleen verkocht in de Krokante Krab, dat dan ook een populair restaurant is geworden. Concurrent Plankton van restaurant "De Maatemmer" probeert vaak het geheime recept van de burger te stelen, maar slaagt daar nooit in.
Het recept van de Krabburger varieert nogal. In één aflevering, "Plankton!", heeft Plankton het recept bijna en wordt genoemd hoe de Krabburger in elkaar zit. Het is wel duidelijk dat er een geheime saus in zit, maar ook van deze saus is het recept onbekend. Bedenker Stephen Hillenburg heeft bovendien gezegd dat dit ook nooit bekend zal worden.
In de film The SpongeBob Movie: Sponge out of water probeert een piraat, Burgerbaard, met behulp van een geheim boek het recept te stelen om een eigen hamburgerrestaurant te kunnen openen. Als hij daarin slaagt komen SpongeBob en zijn vrienden voor het eerst boven water om achter de piraat aan te gaan en het recept terug te pakken.

## Prijs
De prijs van de Krabburger verschilt nogal per aflevering. Hier een overzicht:
| Prijs            | Aflevering(en)                                                     |
| ---------------- | ------------------------------------------------------------------ |
| $0,25            | To Love a Patty                                                    |
| $0,99            | Nep Krabs (op woensdag)                                            |
| $1,00            | The SpongeBob SquarePants Movie (begin) en alle afleveringen       |
| $1,25            | De Krokante Krab Trainingsvideo                                    |
| $1,64 ($465/283) | De Diefstal                                                        |
| $2,00            | Augurken De Krokante Krab Trainingsvideo                           |
| $2,90            | Nep Krabs                                                          |
| $2,99            | Krabby Land                                                        |
| $3,00            | SpongeBob SquarePants: The Big Wave                                |
| $25,00           | Bucket Sweet Bucket                                                |
| $101,00          | The SpongeBob SquarePants Movie (bij aankomst van Koning Neptunus) |
| $4,50            | De Vloek Van De Heks                                               |

## Samenstelling
De burger moet gebakken worden op 298 graden fahrenheit (148 graden celsius) en regelmatig worden omgedraaid met een spatel. De burger ligt 123 seconden op de gril. Daarna wordt de burger op het onderste gedeelte van een rond wit broodje gelegd. Daarna moeten de volgende ingrediënten worden toegevoegd:
- Een zeewierzaadbroodje
- Zeesla
- Zeekaas
- Uien
- Tomaten
- Mosterd, ketchup en mayonaise
- Augurken
- Geheime saus, die gemaakt is door meneer Krabs, in zijn jeugdjaren

SpongeBob beweert dat de krabburger lekkerder smaakt als je hem klaarmaakt met "liefde". Die liefde geeft SpongeBob zogezegd door een verhaaltje voor te lezen aan de Krabburger en dat af te sluiten met een nachtzoen.

## Andere Krabburgerrecepten
Door de groeiende bekendheid van SpongeBob SquarePants en de Krabburger hebben ook enkele websites geprobeerd het krabburgerrecept te ontrafelen. Echter betreft het hier eerder fantasierecepten.